# Траншейный экскаватор

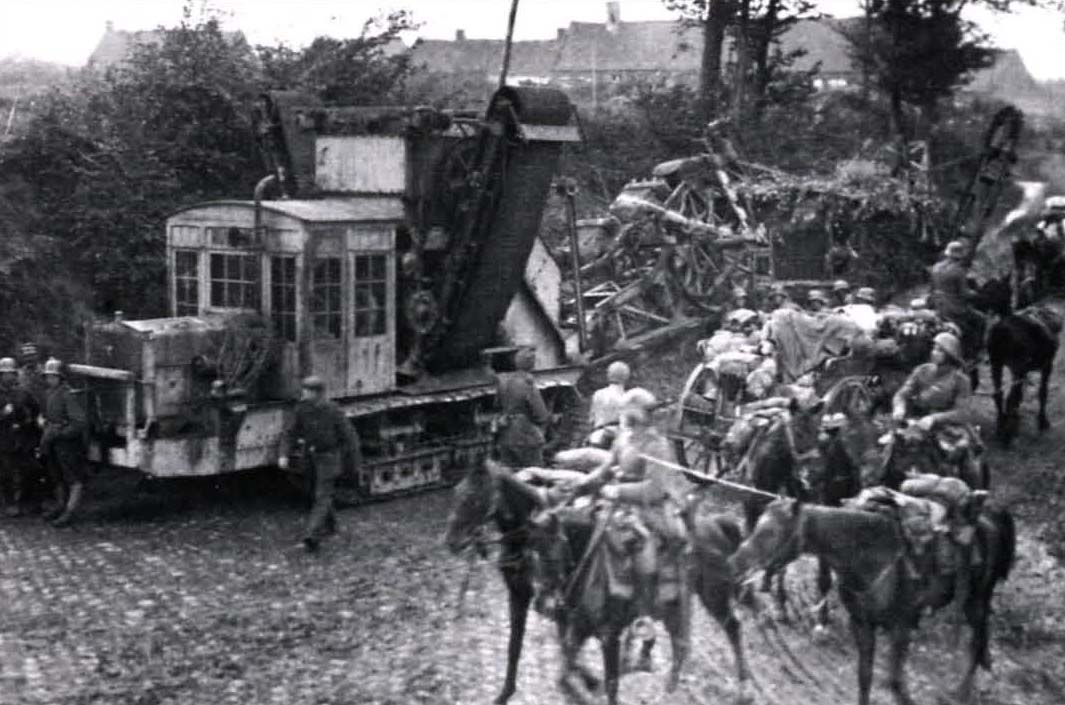
Немецкий военный траншейный экскаватор (роторного многоковшового типа) на базе шасси тяжёлого танка A7V, 1918 год. На заднем плане — аналогичная машина с открытой кабиной, замаскированная ветками.

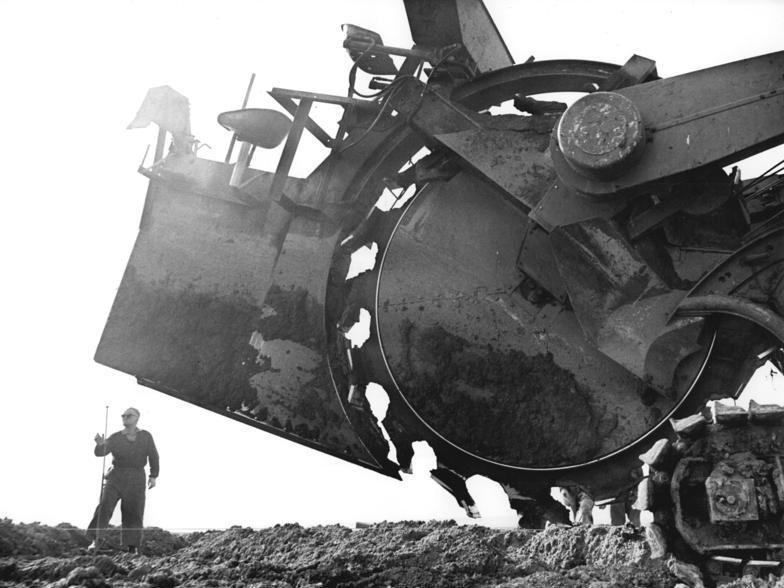
Рабочий орган роторного экскаватора-дреноукладчика. ГДР, 1972 год.

Транше́йный экскава́тор — основное исполнение экскаватора продольного копания, экскаватор с многоковшовым, скребковым либо фрезерным рабочим органом, предназначенный для рытья траншей под различные нужды — прокладку трубопроводов (в первую очередь — нефте- и газопроводов, а также трубопроводов канализации), кабелей и тому подобное. 
Траншейный экскаватор относится к траншеекопателям. Траншейные экскаваторы различных типов широко применяются как в гражданских отраслях, так и в военных целях.

## Описание

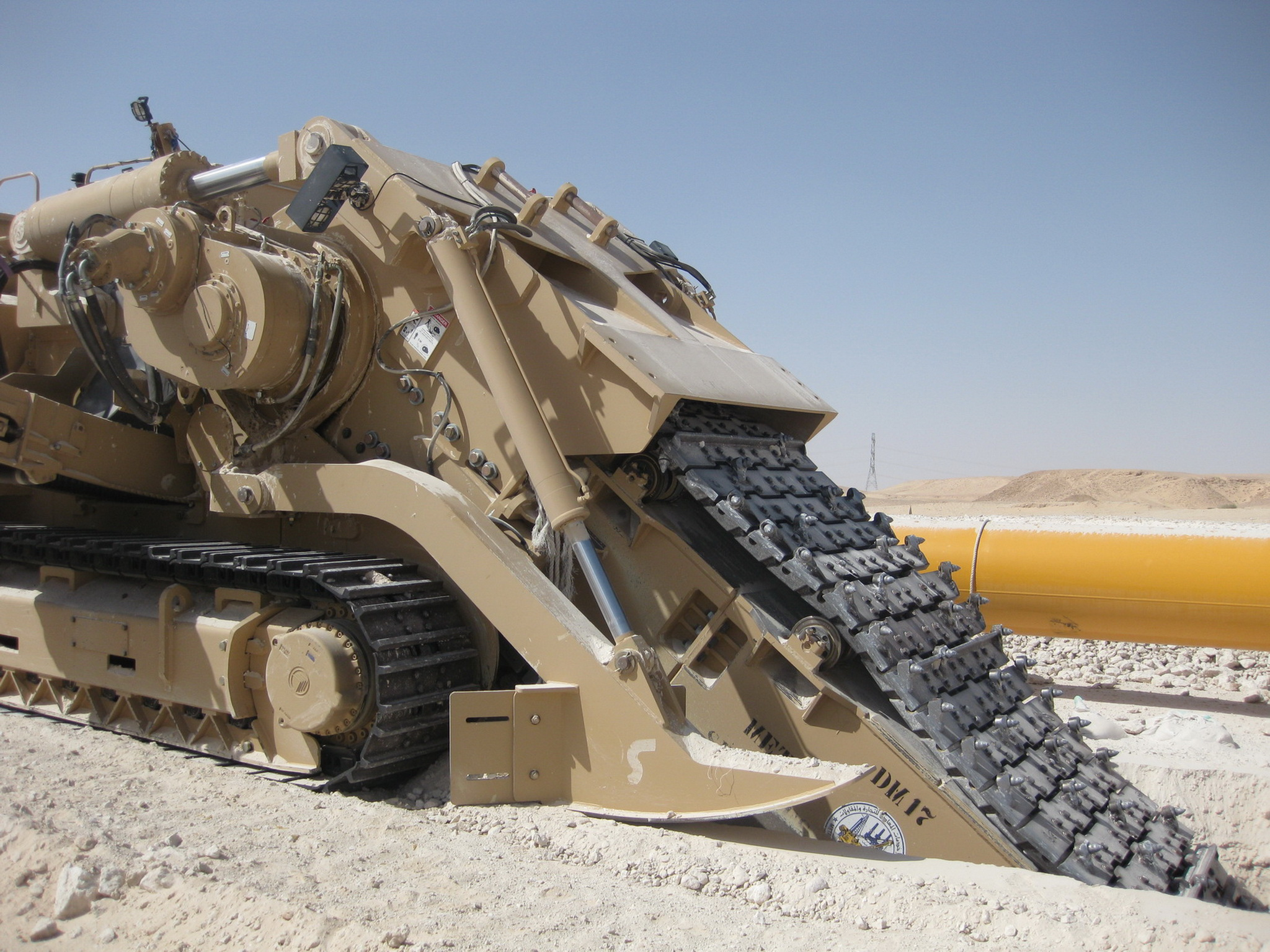
Современный цепной траншейный экскаватор с баровым рабочим органом

По типу рабочего оборудования траншейные экскаваторы подразделяются на цепные и роторные. Цепные траншейные экскаваторы могут быть многоковшовыми либо имеющими бесковшовый (например, скребковый либо резцовый) рабочий орган, роторные — многоковшовыми, бесковшовыми и фрезерными. Для работы машин в мёрзлых грунтах предназначено специальное сменное оборудование.
Траншейные экскаваторы могут выпускаться на базе специализированных гусеничных или колёсных тракторных самоходных шасси, в качестве навесного оборудования к тракторам (дополнительно оснащённым ходоуменьшителем и другими необходимыми агрегатами), либо на оригинальном шасси.
К траншейным экскаваторам относятся быстроходные траншейные машины — специализированные машины большой мощности, прокладывающие траншеи с существенно большей скоростью, нежели экскаваторы обычной конструкции (так, производительность первой модели быстроходной траншейной машины, БТМ, составляет 350 м/ч при глубине траншеи 1500 мм, тогда как производительность типичного траншейного экскаватора гражданского назначения при глубине копания 1100 мм — 45 м/ч). Быстроходные траншейные машины изначально разрабатывались для нужд инженерных войск, однако впоследствии нашли широкое применение и во многих отраслях народного хозяйства.

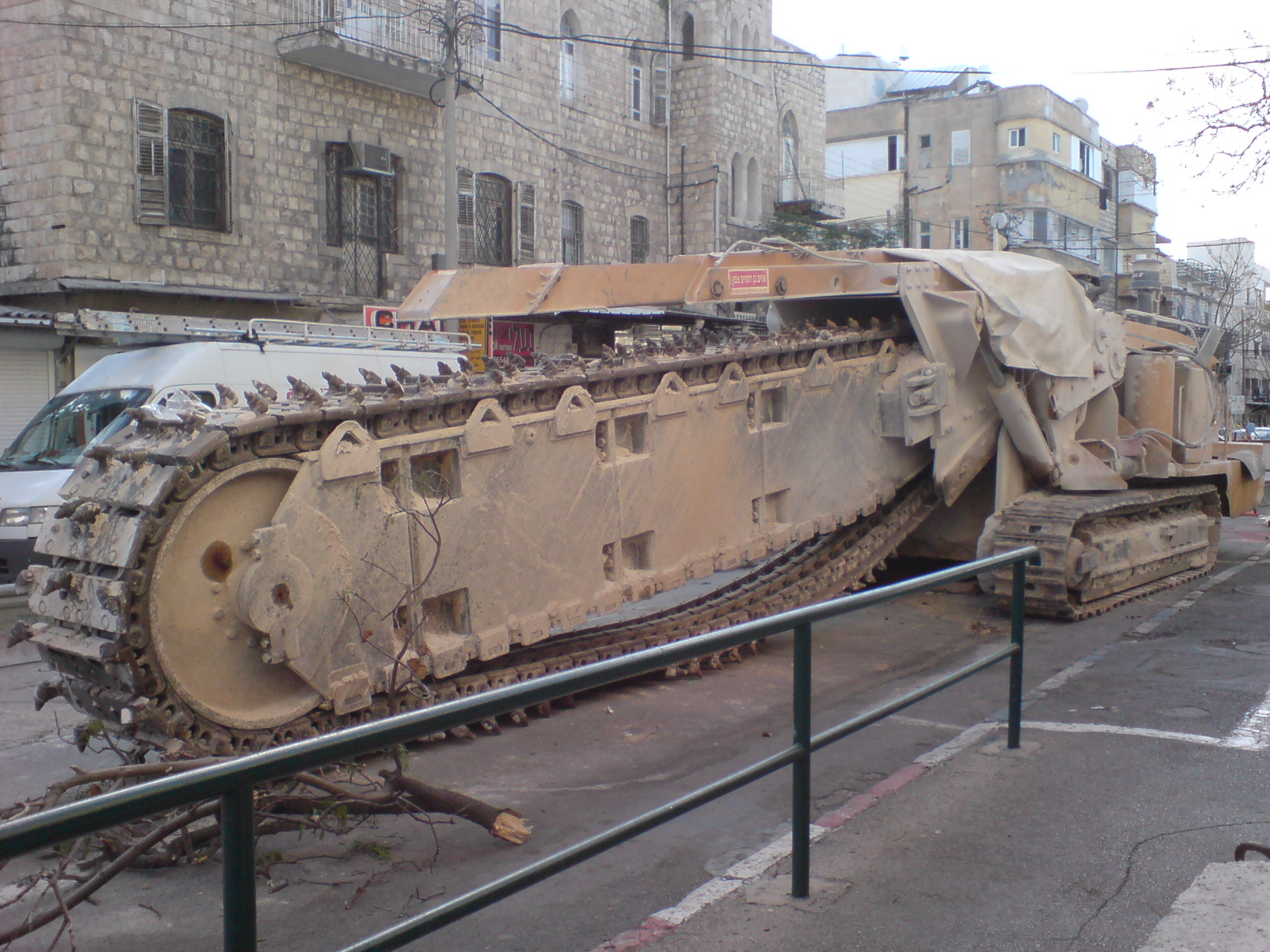
Современный цепной траншейный экскаватор

## Роторные и цепные траншейные экскаваторы
Роторные экскаваторы, в сравнении с цепными, обладают более высоким КПД (и, следовательно, меньшей энергоёмкостью копания) благодаря отсутствию работающих в высокоабразивной среде цепей. Равномерность вращения ротора и лучшие условия опорожнения ковшей также обеспечивают более высокую производительность машин с роторным рабочим органом. В то же время роторные экскаваторы обладают более высокой массой и габаритами в сравнении с цепными экскаваторами, поскольку при равных размерах отрываемой траншеи потребный размер и масса роторного рабочего органа выше, чем у цепного. Кроме того, с увеличением глубины траншеи размеры и масса ротора растут быстрее, чем размеры цепного рабочего органа.

### Цепные траншейные экскаваторы
Цепной рабочий орган представляет собой раму, снабжённую ведущей звёздочкой на переднем конце и ведомой звёздочкой на заднем конце, через которые перекинута бесконечная цепь, две цепи или лента. К цепям (ленте) крепятся рабочие элементы, в качестве которых могут выступать ковши, скребки или резцы. Цепь дополнительно опирается на поддерживающие и направляющие ролики, установленные на раме (в случае свободно провисающей цепи) либо на направляющие (в случае барового рабочего органа). Заглубление рабочего органа в траншею и, при необходимости, создание требуемого усилия на рабочем органе и его подъём производится с помощью гидроцилиндров или системы блоков.
В процессе работы машина движется вдоль оси отрываемой траншеи, бесконечная цепь с рабочими элементами движется по раме (при рабочем ходе нижняя часть цепи движется в ту же сторону, что машина), рабочие элементы разрабатывают грунт и выносят его из траншеи вверх, где происходит разгрузка грунта. Разгрузка может происходить на ленточный транспортёр, который затем выносит грунт в отвал сбоку от траншеи, или на берму траншеи, откуда он транспортируется в стороны парой шнековых транспортёров. Заданная глубина копания обеспечивается изменением угла наклона рабочего органа, управление скоростью загрузки ковшей для обеспечения оптимального использования мощности двигателя производится изменением скорости рабочего хода машины. Для зачистки дна траншеи поверх основной рамы может устанавливаться дополнительная рама с зачистным башмаком.
Для разработки грунта на бесконечной цепи могут устанавливаться ковши, скребки либо другие рабочие элементы (резцы, плужки). Поскольку цепи работают в высокоабразивной среде, к их прочности и износостойкости предъявляются повышенные требования.
Цепь экскаватора может быть свободно провисающей или перемещаться по прямолинейной, относительно рабочего органа, траектории по жёстким направляющим (баровый рабочий орган). В первом случае при разработке грунта рабочие элементы поворачиваются вместе со звеном цепи, их положение определяется натяжением цепи. При встрече рабочего элемента с препятствием (например, камнем) на режущей кромке создаётся вращающий момент, который поворачивает элемент и позволяет ему обойти препятствие. Столкновение камня с рабочими элементами повторяется, он расшатывается и, наконец, захватывается ковшом или скребком. Если цепь движется по направляющим, траектория рабочих элементов неизменна, и при встрече с препятствием элементы не могут его обойти. Это приводит к подъёму всей рамы, к высоким нагрузкам на цепи и на всей конструкции. Поэтому рабочие органы с цепями на направляющих используются в грунтах без каменистых включений, а с провисающими цепями — в грунтах, где могут быть включения.

### Роторные траншейные экскаваторы

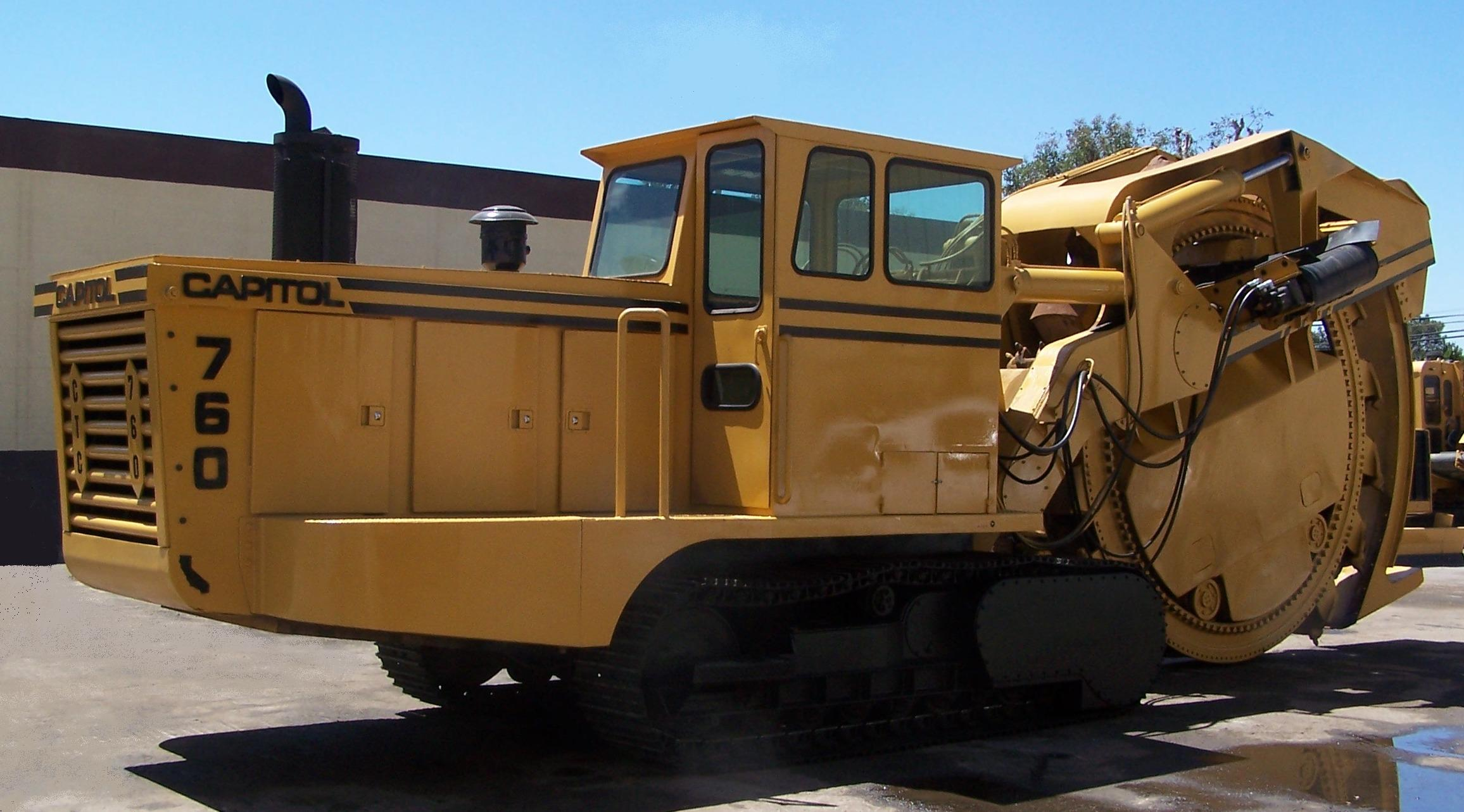
Роторный траншейный экскаватор Capitol 760. На раме виден ленточный транспортёр.

Рабочий орган роторного траншейного экскаватора представляет собой раму, на которой располагается вращающийся ротор (или два ротора). К ободу ротора или его боковой поверхности крепятся рабочие элементы, в качестве которых могут выступать ковши, скребки или резцы. Заглубление рабочего органа в траншею и его подъём производится с помощью гидроцилиндров либо системы рычагов или блоков.
У копающих роторных экскаваторов рабочие элементы располагаются по ободу ротора, и плоскость вращения ротора совпадает с плоскостью траншеи. В процессе работы ротор отрывает траншею с вертикальными боковыми стенками, профиль дна траншеи определяется формой рабочих элементов. Шнеко-роторные каналокопатели имеют дополнительную пару шнеков, расположенных под углом к ротору симметрично относительно оси траншеи; шнеки, вращаясь, разрабатывают откосы. У двухроторных (фрезерных) и плужно-роторных каналокопателей плоскость вращения ротора (роторов) составляет некоторый угол с вертикалью, и ротор разрабатывает откос канала своей боковой поверхностью методом, работая как фреза. При этом у двухроторных каналокопателей роторы расположен симметрично относительно оси траншеи, каждый из них разрабатывает свой откос; у плужно-роторных каналокопателей один из откосов разрабатывается ротором, второй — плугом.
В процессе работы машина движется вдоль оси отрываемой траншеи, ротор вращается (при рабочем ходе нижняя часть ротора движется в ту же сторону, что машина), рабочие элементы разрабатывают грунт и выносят его из траншеи вверх, где, вблизи верхней части ротора, происходит разгрузка грунта. У копающих экскаваторов грунт разгружается на ленточный транспортёр (или пару транспортёров) и выносится им в отвал сбоку от траншеи. У фрезерных каналокопателей ленточный транспортёр отсутствует, но роторы вращаются с высокой скоростью и с помощью выносных лопаток выбрасывают грунт на некоторое расстояние от бермы траншеи.
Заданная глубина копания обеспечивается изменением заглубления рабочего органа, управление скоростью загрузки ковшей для обеспечения оптимального использования мощности двигателя производится изменением скорости рабочего хода машины или скорости вращения ротора. Для зачистки дна траншеи поверх основной рамы может устанавливаться дополнительная рама с зачистным башмаком.

## Индексы
Советские и российские цепные и роторные траншейные экскаваторы имеют обозначения ЭТЦ (Экскаватор Траншейный Цепной) и ЭТР (Экскаватор Траншейный Роторный); устаревшими обозначениями являются ЭТ (Экскаватор Траншейный), ЭТН (Экскаватор Траншейный Навесной), ЭТУ (Экскаватор Траншейный Универсальный), ЭР (Экскаватор Роторный). Вслед за буквенным обозначением следует сочетание из 3—4 цифр, за которыми могут следовать буквы. Первые две цифры означают глубину копания в дециметрах, последние 1—2 цифры — номер модели; первая буква (А, Б, В…) означает очередную модернизацию, следующие буквы (С, Т, ТВ…) — климатическое исполнение. Таким образом, ЭТЦ-202Б расшифровывается как «экскаватор траншейный цепной, глубина копания до 2 метров, вторая модель, вторая (Б) модернизация».
Обозначение МК расшифровывается как Мелиоративный Каналокопатель; устаревшие обозначения Э и КФН расшифровываются как Экскаватор и Канавокопатель Фрезерный Навесной. Эти обозначения сопровождаются порядковым номером по реестру, например, МК-23.
Обозначения отдельных старых моделей не соответствуют этой системе, например, экскаваторы-дреноукладчики Д-659, Д-659А.
Первые советские траншейные экскавааторы имели обозначение МК — Многоковшовый Канавокопатель, например, МК-I.

## История

СССМ-140 — одна из модификаций первого в СССР траншейного экскаватора МК-I, выпускавшаяся небольшими сериями по мере необходимости на протяжении 1930-х годов. Отличается от базовой модели наличием на нижнем конце ковшевой рамы уширителей фрезерного типа и планирующего звена

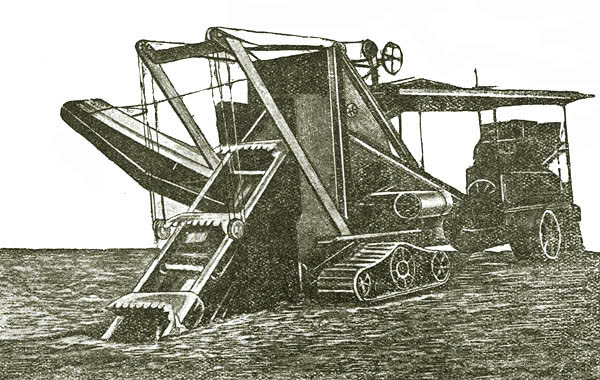
МК-II, крупнейший советский траншейный экскаватор (цепного многоковшового типа) межвоенного периода

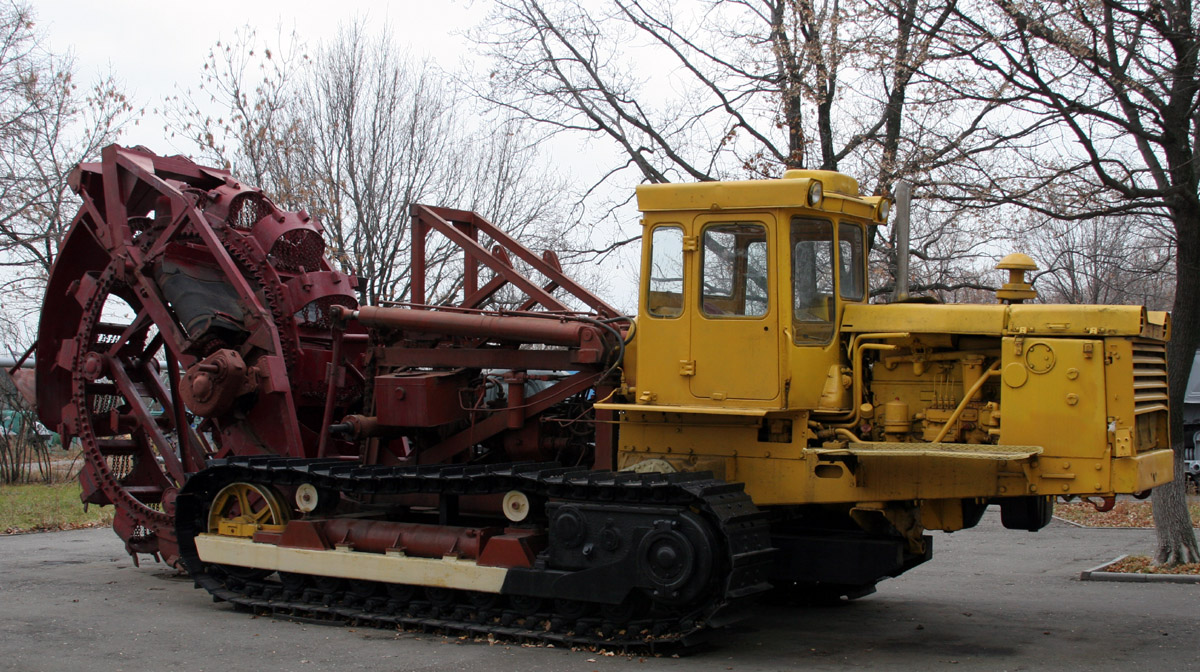
Советский роторный многоковшовый траншейный экскаватор ЭТР-204. Саратов, Соколовая гора

### СССР и Россия
Первый в СССР траншейный экскаватор МК-I был создан в январе 1934 года Дмитровским экскаваторным заводом, ставшим вскоре одним из основных производителей машин данного класса в стране. Впоследствии конструкция разрабатывавшихся и производимых в СССР траншейных экскаваторов непрерывно совершенствовалась, а их выпуск, за исключением периода Великой Отечественной войны, непрерывно рос вплоть до 1980-х и упадка отрасли, последовавшего за распадом СССР. За полувековой промежуток времени в Советском Союзе, ставшем одним из мировых лидеров в данном направлении, были созданы более 100 серийных моделей и модификаций траншейных экскаваторов, широко применявшихся в различных областях и экспортируемых в десятки стран мира, — а количество построенных машин составляет десятки тысяч экземпляров. Некоторые модели траншейных экскаваторов, созданных в СССР (например, 60-тонный роторный ЭТР-253), не имеют мировых аналогов. В постсоветский период в России объёмы производства траншейных экскаваторов сократились более чем в 10 раз по сравнению с советскими показателями; ряд крупнейших специализировавшихся на производстве траншейных экскаваторов заводов закрылись либо полностью прекратили их производство, подавляющее же большинство оставшихся производит лишь лёгкие навесные цепные устройства для стандартных сельскохозяйственных тракторов.